# Anna Bogalij-Titovec
Anna Ivanovna Bogalij, coniugata Titovec (in russo Анна Ивановна Богалий-Титовец?; Vožega, 12 giugno 1979), è un'ex biatleta russa, olimpionica nella staffetta a Torino 2006 e a Vancouver 2010 e vincitrice di varie medaglie mondiali.

## Biografia
In Coppa del Mondo esordì il 30 novembre 2000 a Hochfilzen/Anterselva (34ª), ottenne il primo podio il 10 dicembre successivo a Pokljuka/Anterselva (3ª) e la prima vittoria il 16 gennaio 2003 a Ruhpolding.
In carriera prese parte a tre edizioni dei Giochi olimpici invernali, Salt Lake City 2002 (18ª nella sprint, 19ª nell'inseguimento), Torino 2006 (35ª nell'individuale, 1ª nella staffetta) e Vancouver 2010 (25ª nell'individuale, 1ª nella staffetta), e a otto dei Campionati mondiali, vincendo sette medaglie.

## Palmarès

### Olimpiadi
- 2 medaglie:
  - 2 ori (staffetta[1] a Torino 2006; staffetta[1] a Vancouver 2010)

### Mondiali
- 7 medaglie:
  - 3 ori (staffetta[1] a Pokljuka 2001; staffetta[1] a Hochfilzen/Chanty-Mansijsk 2005; staffetta mista a Pokljuka 2006)
  - 3 argenti (sprint[1], staffetta[1] a Oberhof 2004; staffetta mista a Hochfilzen/Chanty-Mansijsk 2005)
  - 1 bronzo (inseguimento[1] a Oberhof 2004)

### Mondiali juniores
- 1 medaglia:
  - 1 argento (staffetta a Pokljuka 1999)

### Coppa del Mondo
- Miglior piazzamento in classifica generale: 5ª nel 2004
- 32 podi (12 individuali, 20 a squadre), oltre a quelli ottenuti in sede olimpica e iridata e validi anche ai fini della Coppa del Mondo:
  - 14 vittorie (3 individuali, 11 a squadre)
  - 10 secondi posti (5 individuali, 5 a squadre)
  - 8 terzi posti (4 individuali, 4 a squadre)

#### Coppa del Mondo - vittorie

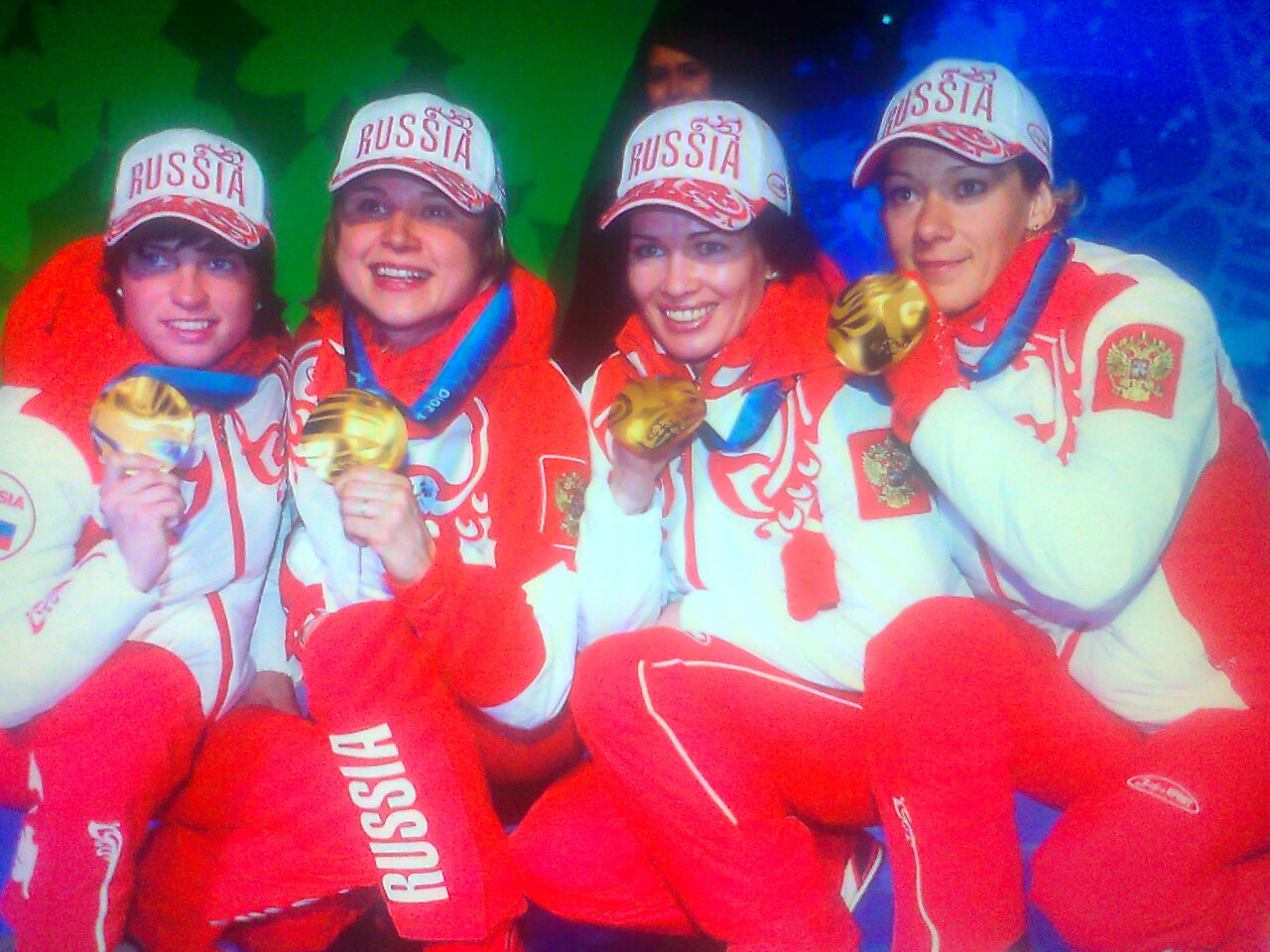
La staffetta russa olimpionica a ; la Bogalij-Titovec è la seconda da sinistra

| Data             | Località                  | Nazione  | Spec.                                                             |
| ---------------- | ------------------------- | -------- | ----------------------------------------------------------------- |
| 16 gennaio 2003  | Ruhpolding                | Germania | MX (con Sergej Rusinov, Ol'ga Zajceva e Sergej Baškirov)          |
| 24 gennaio 2003  | Anterselva                | Italia   | RL (con Al'bina Achatova, Svetlana Černousova e Ol'ga Medvedceva) |
| 11 gennaio 2004  | Pokljuka                  | Slovenia | MS                                                                |
| 21 gennaio 2004  | Anterselva                | Italia   | IN                                                                |
| 5 dicembre 2004  | Beitostølen               | Norvegia | RL (con Al'bina Achatova, Ol'ga Medvedceva e Ol'ga Zajceva)       |
| 12 gennaio 2005  | Ruhpolding                | Germania | RL (con Ol'ga Medvedceva, Svetlana Išmuratova e Ol'ga Zajceva)    |
| 10 febbraio 2005 | Torino Cesana San Sicario | Italia   | IN                                                                |
| 13 febbraio 2005 | Torino Cesana San Sicario | Italia   | RL (con Ol'ga Medvedceva, Svetlana Išmuratova e Ol'ga Zajceva)    |
| 11 gennaio 2006  | Ruhpolding                | Germania | RL (con Svetlana Išmuratova, Al'bina Achatova e Ol'ga Zajceva)    |
| 10 dicembre 2006 | Hochfilzen                | Austria  | RL (con Ol'ga Anisimova, Irina Mal'gina e Natal'ja Guseva)        |
| 10 gennaio 2007  | Ruhpolding                | Germania | RL (con Ol'ga Anisimova, Irina Mal'gina e Natal'ja Guseva)        |
| 6 gennaio 2010   | Oberhof                   | Germania | RL (con Anna Bulygina, Ol'ga Medvedceva e Svetlana Slepcova)      |
| 22 gennaio 2011  | Anterselva                | Italia   | RL (con Svetlana Slepcova, Natal'ja Guseva e Ol'ga Zajceva)       |
| 4 gennaio 2012   | Oberhof                   | Germania | RL (con Svetlana Slepcova, Ol'ga Zajceva e Ol'ga Viluchina)       |

Legenda:

MS = partenza in linea

IN = individuale

RL = staffetta

MX = staffetta mista